# Один сантим (Франция)

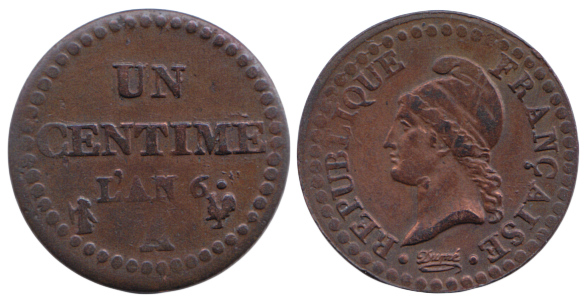
1 сантим 1797-1798 гг. (L'AN 6). Медь. Первый год выпуска.

Один сантим (фр. Un centime) — номинал французских денежных знаков, равный 1⁄100 французского франка, выпускавшийся в 1797—2001 годах (с перерывами) только в виде монет.
Чеканка монет в 1 сантим начата в период Первой республики, в 1797 году. Рисунок монеты был выполнен генеральным гравёром Огюстеном Дюпре. Год чеканки обозначался годом республиканского календаря. В 1800 году чеканка была приостановлена и вновь начата только в 1848 году, в период Второй республики. Рисунок монет (типа Дюпре) остался прежним, изменилось только обозначение года чеканки.
После провозглашения Второй империи в 1853 году начата чеканка монет нового образца, который разработал Жан-Жак Барр. Диаметр и вес монеты (по сравнению с ранее выпускавшимися) был уменьшен. Первоначально на монетах помещался портрет императора Наполеона III без лаврового венка (тип Tête nue), а с 1861 года — портрет императора в венке (тип Tête laurée). Новый портрет выполнил Альбер-Дезире Барр.
В 1872 году Третьей республикой начат выпуск новых 1-сантимовых монет. Диаметр и вес монет, установленные в период Второй империи, остались неизменными. Новый тип монет («Церера») разработал Эжен Удине. В 1898 году тип монет изменился. Новый тип монет («Дюпюи») разработал Жан-Батист-Даниэль Дюпюи. В 1920 году, в связи с инфляцией, выпуск монеты был прекращён.
В январе 1960 года была проведена денежная реформа, введён «новый франк», равный 100 старым. Сантимы вновь вернулись в обращение. Первоначально в качестве монеты в 1 сантим использовались старые монеты в 1 франк. В 1959—1961 годах чеканились только пробные образцы новых монет. Новый тип монет («Колос») разработал Раймон Жоли. Регулярная чеканка и выпуск в обращение новых сантимов были начаты в 1962 году.
К 1980 году в связи с инфляцией потребность в 1-сантимовой монете отпала. Её чеканка для коллекционных целей продолжалась до 2001 года, но тираж был резко сокращён. В 2000 и 2001 годах были выпущены также золотые монеты в 1 сантим типа «Колос».
| Реверс                        | Аверс             | Диаметр, мм       | Толщина, мм       | Масса, г          | Металл            | Гурт              | Годы чеканки                                 | Примечания |
| Первая республика             | Первая республика | Первая республика | Первая республика | Первая республика | Первая республика | Первая республика | Первая республика                            | Первая республика |
| ----------------------------- | ----------------- | ----------------- | ----------------- | ----------------- | ----------------- | ----------------- | -------------------------------------------- | --- |
|                               |                   | 18                |                   | 2                 | Медь              |                   | 1797—1800 (6—8 годы)                         | Монетный двор — Париж, обозначение двора — A. Общий тираж — 100 083 000                                                          |
| Вторая республика             |                   |                   |                   |                   |                   |                   |                                              | |
|                               |                   | 18                |                   | 2                 | Бронза            |                   | 1848—1851                                    | Монетный двор — Париж, обозначение двора — A. Общий тираж — 22 712 000                                                           |
| Вторая империя (Наполеон III) |                   |                   |                   |                   |                   |                   |                                              | |
|                               |                   | 15                |                   | 1                 | Бронза            |                   | 1853—1857                                    | Голова императора без венка. Монетные дворы — Париж (A), Руан (B), Страсбург (BB), Лион (D), Бордо (K), Лилль (W), Марсель (MA). |
|                               |                   | 15                |                   | 1                 | Бронза            |                   | 1861, 1862, 1870                             | Голова императора с венком. Монетные дворы — Париж (A), Страсбург (BB), Бордо (K).                                               |
| Третья республика             |                   |                   |                   |                   |                   |                   |                                              | |
|                               |                   | 15                |                   | 1                 | Бронза            |                   | 1872, 1874, 1875, 1877—1879, 1882, 1884—1897 | Тип «Церера». Монетные дворы — Париж (A), Бордо (K).                                                                             |
|                               |                   | 15                |                   | 1                 | Бронза            |                   | 1898—1904, 1908—1914, 1916, 1919, 1920       | Тип «Дюпюи». |
| Пятая республика              |                   |                   |                   |                   |                   |                   |                                              | |
|                               |                   | 15                |                   | 1,65              | Сталь             | гладкий           | 1962—2001                                    | Тип «Колос», пробные монеты чеканились в 1959—1961.                                                                              |
|                               |                   | 15                |                   | 2,5               | Золото 750        | гладкий           | 2000, 2001                                   | Тип «Колос». |